# Konrad Müller (Jurist, 1900)
Konrad Müller (* 12. Februar 1900 in Schlettau, Königreich Sachsen; † 8. April 1977 in Ludwigslust, Bezirk Schwerin) war ein deutscher Kirchenjurist.

## Leben
Müllers Eltern waren der gleichnamige Sanitätsrat Konrad Müller und seine Frau Anna geb. Krell. Nach dem Abitur in Annaberg studierte er ab 1918 an der Universität Leipzig Rechtswissenschaft. Die erste juristische Staatsprüfung bestand er am 15. November 1922. 1923 wurde er in Leipzig zum Dr. iur. promoviert. Im September 1926 bestand er die Assessorprüfung. Ab 1. Oktober 1926 war er Konsistorialassessor beim Landeskirchenamt Sachsen in Dresden. Er war seit dem 1. Oktober 1927 Konsistorialrat und seit dem 1. Oktober 1933 Oberkirchenrat. Im selben Jahr aus dem Landeskirchenamt entfernt und an das Bezirkskirchenamt Dresden versetzt, wurde er 1945 nach dem Ende des NS-Staats wieder in das Landeskirchenamt Sachsen berufen und ab 1950 Oberlandeskirchenrat. Durch die Einführung der Jugendweihe, gegen deren alleinige Durchsetzung sich der sächsische Landesbischof Gottfried Noth engagierte, suchte das Ministerium für Staatssicherheit (MfS) im Umkreis des Bischofs nach Informanten. Man gewann Konrad Müller für eine Zusammenarbeit, die bis zu seiner Versetzung nach Schwerin andauerte. Am 1. August 1959 wurde er zum Präsidenten des Schweriner Oberkirchenrats berufen. 1966–1968 war er Präsident der Gottfried-Wilhelm-Leibniz-Gesellschaft. Die Universität Rostock verlieh ihm 1969 den theologischen Ehrendoktor (Dr. theol. h. c.). Müller wurde vom Ministerium für Staatssicherheit (MfS) als IM Konrad, ab 1970 Schmitt, geführt und berichtete dem MfS regelmäßig über die mecklenburgische Kirchenleitung und die Konferenz der Kirchenleitungen in der DDR. Am 1. März 1970 trat er in den Ruhestand.
Verheiratet war Müller seit dem 26. Oktober 1939 mit der Dresdner Kaufmannstochter Susanne geb. Neumann (1901–1972). Der Ehe entstammen der Techniker Eberhard Müller (* 13. August 1938) und die Restauratorin Christine Müller (* 11. Mai 1942).

## Schriften
- Staatsgrenzen und evangelische Kirchengrenzen: Gesamtdeutsche Staatseinheit und evangelische Kircheneinheit nach deutschem Recht (= Jus ecclesiasticum, Bd. 35). Hrsg. von Axel Freiherr von Campenhausen. Mohr, Tübingen 1988, ISBN 3-16-645329-6 (zugl. Diss. Univ. Göttingen 1948).